# Chicken Noodle Soup
«Chicken Noodle Soup» es una canción del rapero surcoreano J-Hope integrante de la banda surcoreana BTS en colaboración con la cantante estadounidense Becky G. Fue lanzada a través de Big Hit Entertainment el 27 de septiembre de 2019. La canción contiene un sample de «Chicken Noodle Soup» de DJ Webstar y el rapero Young B en colaboración con The Voice of Harlem, incluida en el álbum de Webstar, Webstar Presents: Caught in the Web (2006).

## Antecedentes y promoción
J-Hope originalmente tenía planeado que «Chicken Noodle Soup» apareciera en su mixtape debut Hope World ya que la canción representaba su pasión por el baile como cuando el comenzó a aprender a bailar con la versión original de la canción.
J-Hope y Becky G se conocieron en los Billboard Music Awards de 2019 en mayo, tiempo antes J-Hope había mostrado interés de colaborar con ella.
El 25 de septiembre, Becky G tuiteó «Sooo #BeckyHasAnotherSecret» y luego la cuenta de BTS le respondió con el tuit «Yo también tengo un secreto ...» utilizando el hashtag «#CNS» el 26 de septiembre, haciendo referencia a las iniciales del título de la canción; ese mismo día también se revelaron los detalles completos de esta como su título completo y día de lanzamiento.

## Composición
Los dos intérpretes escribieron juntos la canción mientras que Young B adquiere créditos por el sample utilizado en ella. «Chicken Noodle Soup» es interpretada en tres idiomas, coreano, inglés y en español.

## Video musical
El video musical fue lanzado el mismo día que la canción. En el aparecen Becky G y J-Hope junto a más de 50 bailarines de diferentes nacionalidades.

## Posicionamiento en listas
| Lista (2019)                           | Mejor posición |
| -------------------------------------- | -------------- |
| Australia Digital Tracks (ARIA)        | 27             |
| Escocia (Scottish Singles Sales Chart) | 19             |
| Irlanda (IRMA)                         | 80             |
| Nueva Zelanda Hot Singles (RMNZ)       | 13             |
| Reino Unido (UK Singles Chart)         | 82             |